# Audi Q5
Audi Q5 este un crossover SUV de lux, de dimensiuni medii, care a fost lansat de către producătorul german de automobile Audi în anul 2008. Este constuit folosindu-se noua platformă modulară Audi MLP (Modular Longitudinal Platform) care a debutat în 2007/2008 cu coupe-ul de lux Audi A5.  Fiind de dimensiuni medii, Q5 este cel de-a doilea model Audi din gama "Q", după full-size-ul Q7, și îi va avea drept competitori pe Acura MDX, Lexus RX, Mercedes-Benz M-Class și Volvo XC60.  Q5 se va potrivi între Q3 și Q7. 
Q5-ul vine cu multiple configurații de motorizare printre care benzină, TDI și Hybrid gasoline/electric.
Noul vehicul este fabricat în orașul reședință a lui Audi, Ingolstadt. A fost necesară o investiție de 400 milioane de dolari pentru extinderea producției. Prima apariție publică a lui Audi Q5 este programată pentru salonul auto Beijing Auto Show din 2008.  Opțiunile de motorizare așteptate sunt un 3.6L pe benzină, un 3.0L TDI diesel, și o versiune benzină/electric.
Datele de livrare așteptate sunt vara lui 2008 pentru Europa, și începutul lui 2009 în America de Nord, ca model pentru anul 2010.